# Березник (Ленский район)
Березник — деревня в Ленском районе Архангельской области. Входит в состав Козьминского сельского поселения.

## География
Находится в юго-восточной части Архангельской области на расстоянии приблизительно 5 км на юг по прямой от административного центра поселения села Козьмино на правобережье Вычегды.

## Палеонтология
В районе деревни в отложениях раннего триасового периода (верхнеоленёкский подъярус) обнаружены ископаемые образцы темноспондильных амфибий Parotosuchus и неопределённого представителя семейства Trematosauridae.

## История
В 1859 году здесь (деревня Синринская или Березник Яренского уезда Вологодской губернии) было учтено 10 дворов.

## Население
Численность населения: 84 человека (1859 год), 0 как в 2002 году, так и в 2010.